# Johan Per Lindh
Johan Per Lindh, (i tryck ofta stavat Pehr, vanligen kallad Petter), född 21 augusti 1757 i Örebro, död 30 april 1820 i Stockholm, var en svensk boktryckare. Han var son till Johan Lindh. 

## Biografi
Johan Per Lindh övertog Örebrotryckeriet efter faderns död 1784 men sålde det redan 1798 till sin yngre bror, Nils Magnus Lindh. Han hade redan 1791 köpt ett tryckeri i Stockholm och startat en bokförlagsaffär där. Han köpte också Lars Salvius' förlag och utgav från 1792 almanackor med kontrakt från Kungliga Vetenskapsakademien. Han förlade också Vetenskapsakademiens och Kungliga Vitterhets Historie och Antikvitets Akademiens publikationer. Dessutom förlade han flera av dåtidens främsta författares verk, bland andra Kellgren, Lidner, Oxenstierna och Adlerbeth. Mest pengar tjänade han dock på utgivning av religiös litteratur och rövarromaner.
År  1807 publicerade han den stora lagsamlingen. År 1805 fick han privilegium på utgivning av "Örebro Tidning". År 1817 inrättade han i Stockholm ett större stilgjuteri och införskaffade matriser till stilsorten antikva (Didots version). Efter Johan Per Lindhs död 1820 köptes boktryckeriet, stilgjuteriet, bokaffären och delar av förlaget för 100 000 riksdaler riksgälds av P. A. Norstedt, även han bördig från Örebro.

## Böcker tryckta hos J P Lindh
- Den Swenska Psalm-Boken 1695 års utgåva, tryckt 1802 i Stockholm.